# Solenocera alticarinata
Solenocera alticarinata är en kräftdjursart som beskrevs av Kubo 1949. Solenocera alticarinata ingår i släktet Solenocera och familjen Solenoceridae. Inga underarter finns listade i Catalogue of Life.